# Antigone (fille d'Œdipe)
Pour les articles homonymes, voir Antigone.
Dans la mythologie grecque, Antigone (en grec ancien Ἀντιγόνη / Antigónê) est la fille d'Œdipe, roi de Thèbes, et de la reine Jocaste. Elle est la sœur d'Étéocle, de Polynice, d'Ismène et de son propre père. Son oncle Créon, frère de Jocaste, est également le père de son fiancé Hémon. Elle est surtout connue par deux tragédies de l'auteur athénien Sophocle, conservées jusqu'à nos jours : Antigone, où Antigone s'oppose jusqu'à la mort à Créon qui avait interdit d'ensevelir son frère Polynice pour des raisons politiques, et Œdipe à Colone, où elle apparaît principalement en tant que guide de son père Œdipe, aveugle et exilé. Ces deux pièces ont connu une abondante postérité dans les arts pendant et après l'Antiquité, jusqu'à l'époque actuelle. Antigone, et en particulier son combat contre Créon, ont revêtu de nombreuses significations selon les œuvres.

## Mythe antique

### Dans la littérature grecque
Les œuvres littéraires grecques antiques les plus anciennes à avoir mis en scène le personnage d'Antigone sont les épopées grecques évoquant la dynastie royale mythique de la ville de Thèbes et formant le Cycle thébain. Il est très probable qu'Antigone apparaissait dans l’Œdipodie et la Thébaïde. Malheureusement, ces épopées sont perdues, à l'exception de minces fragments. On sait cependant, grâce à ces fragments et à des résumés postérieurs, que ces épopées présentaient des différences par rapport aux versions du mythe que nous connaissons par les pièces de théâtre et les autres œuvres postérieures. Dans l’Œdipodie, Antigone, tout comme Ismène, Polynice et Étéocle, n'étaient pas les enfants d'une union incestueuse entre Œdipe et sa mère : leur mère était une épouse précédente d'Œdipe nommée Euryganea. On ignore si la Thébaïde mentionnait déjà une rébellion d'Antigone contre Créon,.
Dans les œuvres conservées jusqu'à nos jours, Antigone est mentionnée pour la première fois dans la tragédie Les Sept contre Thèbes d'Eschyle représentée au Ve siècle avant J.-C. Elle y est la fille de l'union incestueuse entre Œdipe et sa propre mère Jocaste. Elle a deux frères, Polynice et Étéocle, ainsi qu'une sœur, Ismène. La pièce relate la bataille décisive du mythe de la guerre des sept chefs. Les deux frères d'Antigone, Étéocle et Polynice, se disputent le trône de Thèbes laissé par Œdipe, et Étéocle chasse Polynice, qui revient pour assiéger sa propre cité à la tête d'une armée. Tous deux en viennent à s'affronter lors des combats livrés devant la ville et meurent de la main l'un de l'autre. Après le duel fratricide et la fin de la bataille où les défenseurs sont victorieux, un héraut vient annoncer l'ordre de Créon : il ordonne que le corps de Polynice, qu'il considère comme un traître à sa patrie, reste sans sépulture à l'endroit où il est tombé, contrairement à celui d'Étéocle. Antigone regimbe et annonce qu'elle enterrera son frère malgré tout ; la pièce se termine à ce moment. Certains hellénistes estiment cependant que cette scène finale peut ne pas être d'Eschyle mais qu'elle a été ajoutée plus tard, à un moment où le conflit entre Antigone et Créon était devenu incontournable pour le public.

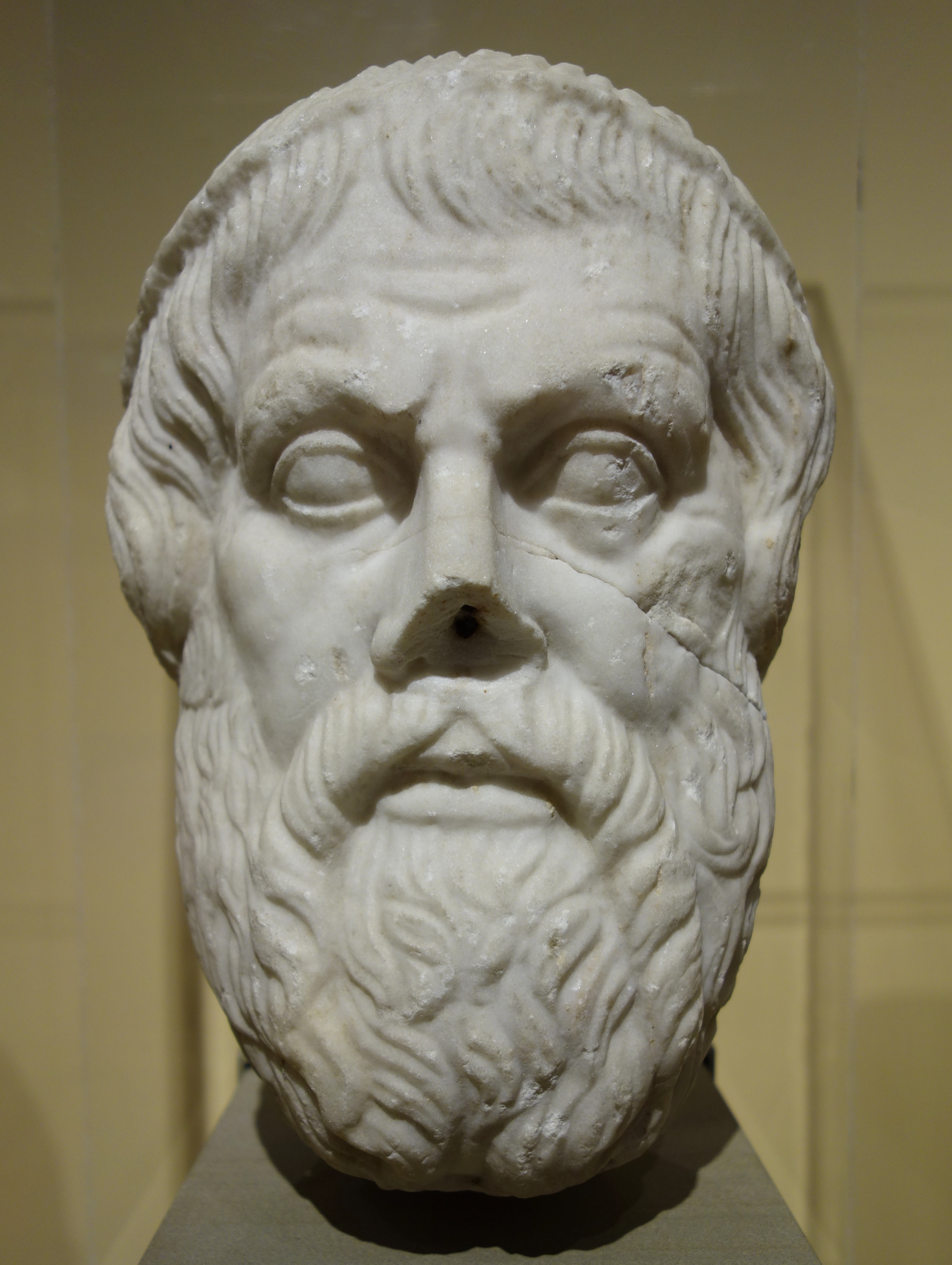
Tête sculptée réputée représenter Sophocle. Copie romaine d'un original grec. Musée d'art de Fitchburg (Massachusetts).

Sophocle, dans son Antigone, donne la première version détaillée connue de la mort héroïque d'Antigone. On ignore d'ailleurs si cette partie de la légende ne repose pas sur une invention de Sophocle. Confrontée au décret de Créon, Ismène perd courage et sa sœur la renvoie pour agir seule. Elle est cependant surprise et arrêtée par trois gardes alors qu'elle recouvre de terre le corps de Polynice. Paraissant devant son oncle, elle persiste à justifier son acte et est condamnée à être emmurée vivante. La pièce fait intervenir le personnage d'Hémon, fils de Créon et fiancé d'Antigone. Hémon, puis Tirésias (le devin de Thèbes), interviennent en faveur de l'héroïne auprès du roi, qui se laisse finalement fléchir. Mais Antigone s'est déjà pendue, ce qui provoque les suicides consécutifs d'Hémon et d'Eurydice (femme de Créon). Sophocle a cinquante-trois ans lorsque la pièce est jouée, en 442 av. J.-C., et remporte les concours dramatiques. La démocratie se met alors en place dans la cité athénienne. L'imbrication est telle entre l'art dramatique et la vie politique que, selon certains, cette victoire théâtrale permet à Sophocle d'être nommé stratège et, ainsi, de jouer un rôle important dans le gouvernement d'Athènes. Le succès de la pièce s'avère durable : elle influence de nombreuses pièces sur des sujets proches, dès l'Antiquité.
Dans l'autre tragédie de Sophocle où apparaît Antigone, Œdipe à Colone (jouée 38 ans après son Antigone), Antigone n'a qu'un rôle plus secondaire : elle guide son père sur les routes après que celui-ci, ayant réalisé qu'il avait tué son père et épousé sa mère, s'est crevé les yeux en se condamnant à une vie d'errance.
Euripide, le troisième grand tragédien athénien, reprend le sujet des Sept contre Thèbes dans Les Phéniciennes, où Antigone intervient aussi : elle s'oppose à l'ordre de Créon, rompt ses fiançailles avec Hémon et décide de suivre son père en exil. Euripide avait aussi composé une Antigone mais seuls quelques fragments en ont été conservés. On sait cependant, grâce à un argument de la pièce et à des scholies, que, dans l'Antigone d'Euripide, Antigone était surprise en train d'enterrer son frère (comme chez Sophocle), mais qu'elle épousait tout de même Hémon et lui donnait un fils appelé Maion.
On sait que d'autres auteurs ont aussi mis en scène Antigone dans leurs pièces, bien qu'elles soient perdues ou connues seulement par des fragments ou des allusions. Astydamas avait composé une Antigone au IVe siècle avant J.-C.
Après l'époque classique, d'autres auteurs de langue grecque mettent à leur tour en scène Antigone, dans des genres littéraires variés. Au IIIe siècle apr. J.-C., Philostrate de Lemnos imagine dans sa Galerie de tableaux (livre II, tableau 29) un tableau imaginaire montrant Antigone en train de placer le cadavre de Polynice sur un bûcher funèbre. Le Pseudo-Apollodore relate aussi l'histoire d'Antigone dans sa Bibliothèque, un recueil mythographique très utilisé par la suite ; il adopte en grande partie la version de la pièce de Sophocle, sauf que Créon surprend et saisit lui-même la jeune fille.

### Dans la littérature latine
L'épopée en langue latine, inspirée des épopées grecques, met à son tour en scène Antigone en tant que personnage secondaire. Au Ier siècle, le poète latin Stace compose une Thébaïde inspirée des épopées grecques du cycle thébain. Au chant XII, Antigone est aidée par Argeia, l'épouse de Polynice, et toutes les deux désobéissent à l'ordre de Créon. Elles placent le cadavre de Polynice sur le bûcher funèbre d'Étéocle. Elles se font prendre, mais ne sont pas exécutées car Thésée attaque Thèbes à ce moment.
La tragédie romaine évoque Antigone sur le modèle des tragédies grecques. Au Ier siècle, le philosophe et dramaturge Sénèque compose une tragédie Les Phéniciennes en prenant pour modèle celle d'Euripide, mais sa pièce reste inachevée.
Les Fables d'Hygin, qui relatent sous des formes courtes de nombreux mythes grecs et romains, donnent une version de l'histoire d'Antigone assez différente de celle des tragédiens grecs de l'époque classique. Dans cette version, Antigone enterre Polynice avec l'aide de l'épouse de ce dernier, Argia. Argia parvient ensuite à s'enfuir tandis qu'Antigone est arrêtée et conduite devant le roi. Créon remet Antigone à son fils Hémon avec ordre de la tuer, mais celui-ci l'emmène et la cache dans la hutte d'un berger, où elle lui donne un fils. Devenu jeune homme, ce fils participe à des jeux funèbres à Thèbes, où il est reconnu grâce à une marque en forme de dragon qu'il porte sur le corps, signe qu'il appartient à la lignée des Spartes nés des dents du dragon tué par Cadmos, fondateur de Thèbes, lignée dont Créon descendait lui-même. Créon finit par découvrir qu'Antigone est toujours vivante. Héraclès intervient alors et intercède auprès de Créon pour qu'il pardonne Hémon et épargne Antigone, mais en vain. Hémon tue alors Antigone, puis se suicide. Les Fables mentionnent enfin que Créon donne sa fille Mégara en mariage à Héraclès qui en a deux fils, Thérimachos et Ophitès. Cette version pourrait être inspirée d'une pièce de théâtre préexistante que le récit résumerait de façon plus ou moins fidèle : il pourrait s'agir de l’Antigone perdue d'Euripide ou bien d'une Antigone composée par Astydamas au IVe siècle avant J.-C..

## Évocations artistiques après l'Antiquité

### Littérature
Au Moyen Âge, le personnage d'Antigone apparaît moins souvent que dans l'Antiquité, mais il apparaît notamment dans Le Roman de Thèbes, roman médiéval anonyme du XIIe siècle inspiré par l'épopée de Stace La Thébaïde. Antigone est également mentionnée dans la Divine Comédie de Dante, épopée fondatrice de la culture littéraire italienne au XIVe siècle. Antigone apparaît dans la deuxième partie, le Purgatoire (chant XXII, vers 110), de même que sa sœur Ismène, mais il s'agit de mentions très brèves.
À partir du XVIe siècle, la pièce de Sophocle Antigone est de nouveau éditée en Europe puis traduite en latin et dans des langues européennes (italien, français), ce qui entraîne un regain d'intérêt pour la pièce et pour le personnage : plusieurs réécritures sont imaginées. En France, Robert Garnier s'inspire à la fois de Sophocle et de Sénèque pour écrire sa pièce Antigone ou la piété en 1580. Garnier réécrit la pièce dans un contexte chrétien, en pensant peut-être aux guerres de religion qui déchirent la France à son époque. Il insiste sur la piété d'Antigone et son dévouement envers sa famille (qui contraste avec les attitudes de la plupart des autres Labdacides), et il brosse un portrait très négatif de Créon qui outrepasse les bornes de son pouvoir.
Le XVIIe siècle voit plusieurs nouvelles pièces consacrées à Antigone, toujours inspirées des mêmes sujets et des auteurs antiques. En 1638, Jean de Rotrou compose à son tour une tragédie Antigone. Lui aussi compose son intrigue en s'inspirant à la fois de Sophocle et de Sénèque, mais sans s'intéresser à la période de l'exil d'Œdipe. Il donne davantage d'importance à l'intrigue amoureuse entre Antigone et Hémon, mais aussi à la controverse entre Étéocle et Polynice pour le trône de Thèbes, qui devient l'occasion d'une réflexion approfondie sur le droit et l'exercice du pouvoir. En 1664, Jean Racine compose une tragédie La Thébaïde dans laquelle Antigone n'est plus une rebelle : elle se suicide par amour pour Hémon qui a été mortellement blessé en s'interposant dans le duel fratricide entre Étéocle et Polynice. Racine travaille en revanche beaucoup le personnage de Créon, qui devient résolument machiavélique.
Au XVIIIe siècle, le personnage paraît moins inspirer les écrivains (bien qu'il reste très présent en musique dans les opéras). L'écrivain piémontais Vittorio Alfieri compose cependant une tragédie Antigone en 1783.
L'intérêt pour le personnage d'Antigone connaît un regain considérable dans la littérature du XIXe siècle, à commencer par les réécritures de Sophocle. Le poète allemand Friedrich Hölderlin traduit Antigone en 1804, le dramaturge français Jean Anouilh en propose une réécriture en 1944, dans laquelle Antigone représenterait l'esprit de résistance. Le dramaturge allemand Bertolt Brecht l'adapte en 1947, en s'appuyant sur le texte de Hölderlin.

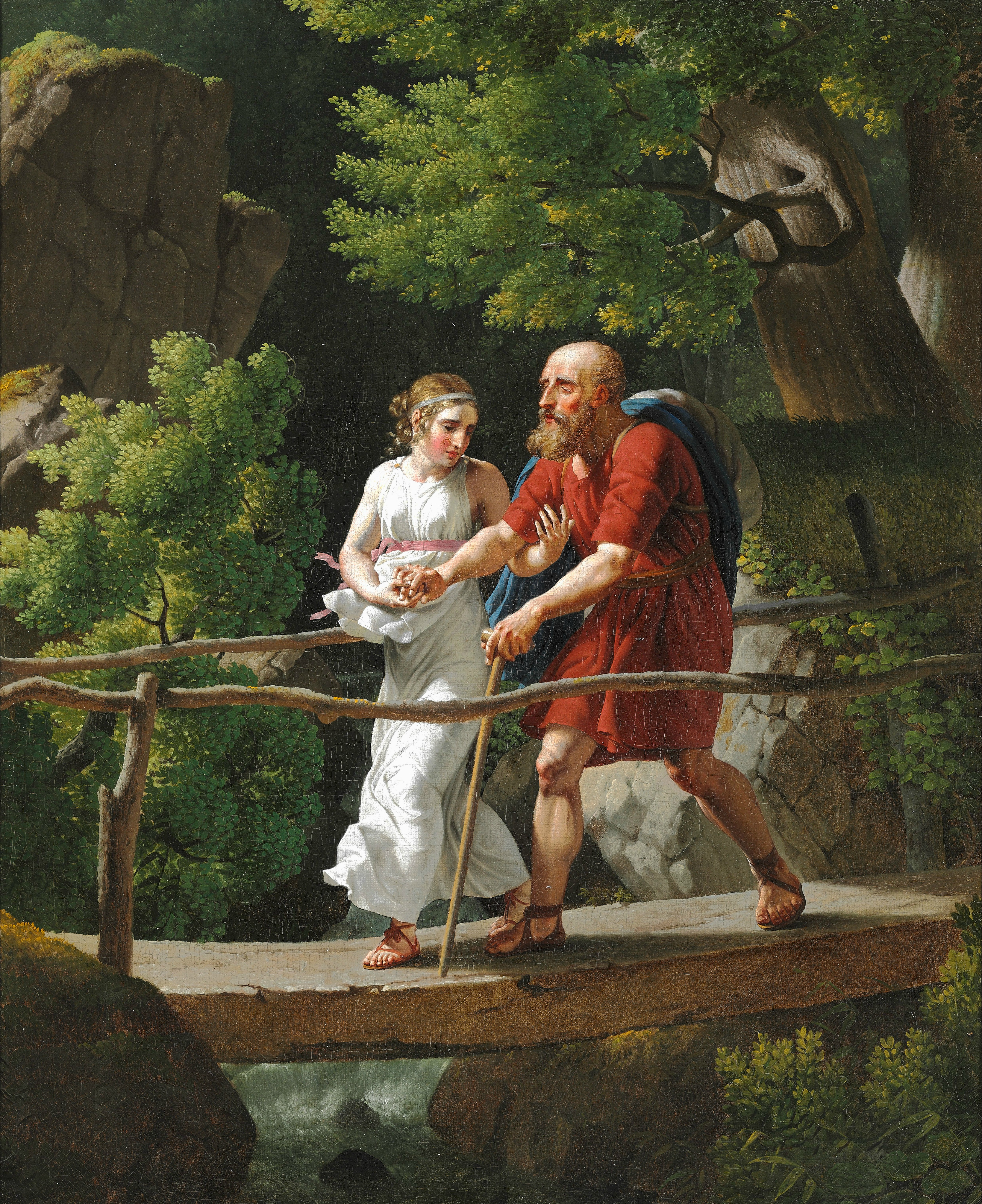
Christoffer Wilhelm Eckersberg, Œdipe et Antigone, 1812.

Le mythe a inspiré de nombreuses œuvres littéraires et fait l’objet d’autant de réinterprétations, dont notamment : 
- Notes sur Antigone par Friedrich Hölderlin, 1804
- Antigone de Philippe Duplessis, 1853
- Antigone de Jean Cocteau, 1922
- Antígona de Salvador Espriu, 1939
- Antigone de Jean Anouilh, 1944
- Antigone de Bertolt Brecht, 1948
- Antigone ou le Choix de Marguerite Yourcenar, 1957 (nouvelle tirée du recueil Feux)
- La tumba de Antígona de María Zambrano, 1967
- Loin de Médine d’Assia Djebar, 1991, se déroulant au moment de la mort du prophète de l'islam lorsque la fille de ce dernier, Fatima, dont le personnage est inspiré d’Antigone[16],
 refuse de se soumettre au nouveau calife, Abu Bakr[17]
- Antygona w Nowym Jorku (Antigone à New York) de Janusz Głowacki, 1992
- Antigone d'Henry Bauchau, 1997
- Meurtres à l'antique d'Yvonne Besson, 1998
- Antigone de Jean-Louis Sagot-Duvauroux, 1999
- Tegonni: an African Antigone de Femi Osofisan, 1999
- La légende d'Antigone de Philippe Fenwick, 2002
- The Burial at Thebes de Seamus Heaney, 2004
- Antigone voilée pièce de François Ost, 2004
- Rebelle Antigone de Marie-Thérèse Davidson, 2005
- Variations Antigone d'Eugène Durif, 2009
- Antigonick, d'Anne Carson, 2012
- Antigone sous le soleil de midi, de Suzanne Lebeau, 2021

#### Mises en scène au théâtre
- Renée Faure, Catherine Sellers (Antigone de Sophocle)
- Génica Athanasiou (Antigone de Cocteau)
- Monelle Valentin, Annick Blancheteau, Barbara Schulz (Antigone d'Anouilh)
- Françoise Brion, Judith Malina, Bérengère Dautun (Antigone de Brecht)
- Djénéba Koné (Antigone de Sagot-Duvauroux)
- Marie-Eve Huot (Antigone sous le soleil de midi de Suzanne Lebeau)

### Peinture et arts plastiques

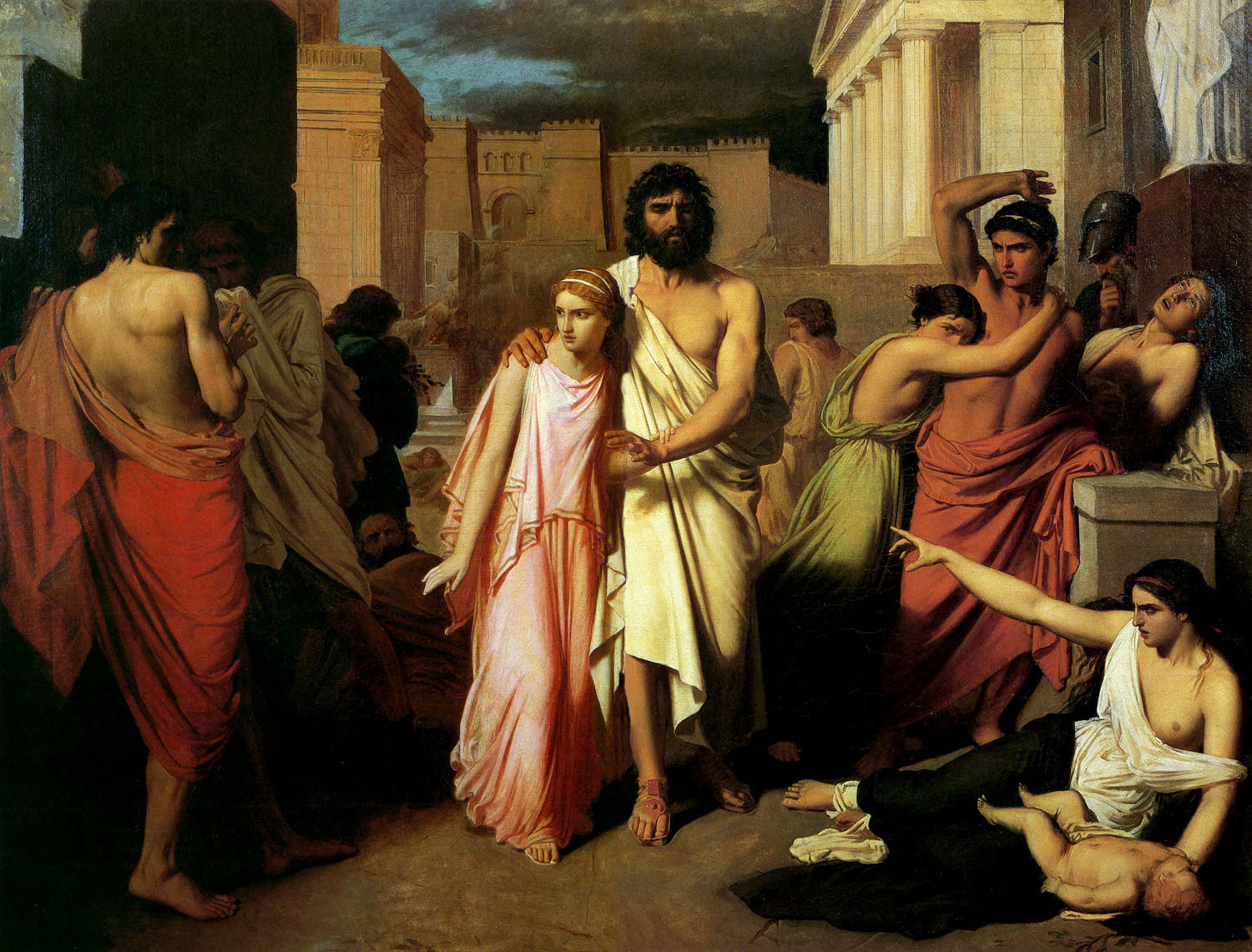
Œdipe et Antigone, tableau de Charles Jalabert, huile sur toile, 1842, musée des beaux-arts de Marseille.

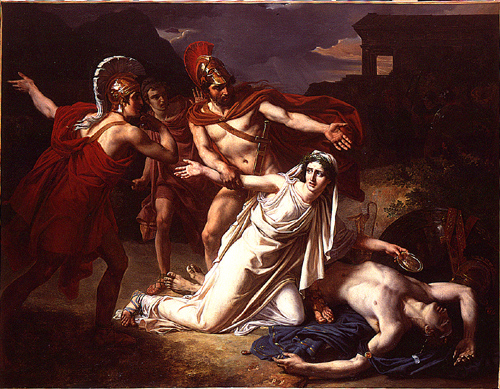
Sébastien Norblin, Antigone donnant la sépulture à Polynice, Paris, École nationale supérieure des beaux-arts.

Antigone apparaît sur plusieurs tableaux inspirés par les pièces dont elle est le personnage principal. En 1865, le peintre grec Nikiforos Lytras peint Antigone devant le corps de Polynice où l'héroïne s'apprête à enterrer son frère. En 1882, le peintre néoclassique britannique Frederic Leighton imagine un portrait d'elle. Antigone donnant la sépulture à Polynice, sujet du concours en 1825 pour le Prix de Rome, et traité par : Sébastien Norblin, premier prix de Rome, Jean-Louis Bézard, second prix, puis, Elzidor Naigeon, mention ; Charles-Auguste van den Berghe ; François-Xavier Dupré ; Léon-Philippe-Victor Cuny ; Émile Signol ; Pierre-Asthasie-Théodore Sentiès ; Jean-Étienne-Franklin Dubois.
Antigone en train de guider son père aveugle est un autre thème récurrent dans la peinture académique européenne, sans doute inspirée par la pièce de Sophocle Œdipe à Colone. C'est le cas des toiles Œdipe et Antigone peintes par l'Espagnol José Ribelles vers 1800, l'Austro-allemand Johann Peter Krafft (années 1810), les Polonais Aleksander Kokular (autour de 1825-1828) et Antoni Brodowski (en 1828), le Suédois Per Wickenberg en 1833, le Français Charles Jalabert en 1842.
En dehors des tableaux centrés sur Antigone, le personnage apparaît en tant que figure secondaire sur plusieurs autres toiles inspirées des mythes concernant les Labdacides. Elle apparaît notamment en compagnie de sa sœur Ismène sur le tableau du peintre français Marcel Baschet Œdipe maudit Polynice, achevé en 1883, où les deux filles supplient leur père de ne pas exiler leur frère.
Antigone est une des 1 038 femmes représentées dans l'œuvre contemporaine de Judy Chicago, The Dinner Party, aujourd'hui exposée au Brooklyn Museum. Cette œuvre se présente sous la forme d'une table triangulaire de 39 convives (13 par côté). Chaque convive étant une femme, figure historique ou mythique. Les noms des 999 autres femmes figurent sur le socle de l'œuvre. Le nom d'Antigone figure sur le socle, elle y est associée à Sophie, sixième convive de l'aile I de la table.

### Musique
De nombreux opéras ont été composés sur Antigone, généralement inspirés par les pièces de théâtre antiques puis modernes. En 1772, le compositeur italien Tommaso Traetta compose un opéra Antigona sur un livret de Marco Coltellini. L'année suivante, le compositeur tchèque Josef Mysliveček crée à Turin une Antigona sur un livret de Gaetano Roccaforte. En 1927, le compositeur suisse Arthur Honegger achève une tragédie musicale Antigone sur un livret écrit par le poète français Jean Cocteau. Le compositeur allemand Carl Orff compose un opéra Antigonae créé en 1949 à Salzbourg. Charles Gaston-Levadé compose une cantate, Antigone en 1893. En 1988, un opéra Antigone est créé sur une musique de Vassily Lobanov et un livret d'Alexeï Parine. En 1990, c'est le Néerlandais Ton de Leeuw qui crée un opéra Antigone.
D'autres types d'œuvres musicales se sont également inspirés du mythe. Un ballet Antigone est mis en scène par Mikis Theodorakis et créé à Londres en 1959. En 1982, le compositeur américain Frederic Rzewski compose Antigone-Legend, œuvre musicale pour voix et piano. La Lumière Antigone est l'opéra créé au Théâtre Royal de la Monnaie à Bruxelles en 2008, le livret ayant été tiré par l'écrivain Henry Bauchau de son roman Antigone (1997), la musique étant due au compositeur Pierre Bartholomée.

### Cinéma
- 1991 : Antigone réalisé par Jean-Marie Straub et Danièle Huillet.
- 2011 : Lisa Stuart dans Antigone de Bruno Coppola.
- 2019 : Nahéma Ricci dans Antigone de Sophie Deraspe.

### Télévision
- 1962 : Joana Maria Gorvin dans Antigone de William Dieterle et Pellos Katselis.
- 1965 : Andrea Jonasson dans Antigone de Franz Peter Wirth .
- 1973 : Bérangère Dautun dans Antigone de Jean-Paul Carrère .
- 1974 : Marie-Hélène Breillat dans Antigone de Stellio Lorenzi.
- 2016 : Les Grands Mythes épisode 20 Antigone, celle qui a dit non.

#### Antigone dans l'Antiquité
- Jean Bollack, La Mort d'Antigone : la tragédie de Créon, Paris, Presses universitaires de France, collection « Les Essais du Collège international de philosophie », 1999.  (ISBN 2-13-049950-3)
- Timothy Gantz, Mythes de la Grèce archaïque, Belin, 2004 [détail de l’édition], p. 886 et 920-924.
- (en) Martin L. West (éd.), Greek Epic Fragments, Cambridge (MA)-London, Loeb Classical Library, 2003.  (ISBN 0-674-99605-4)
- (en) Jonathan Strauss,  	Private Lives, Public Deaths : Antigone and the Invention of Individuality, Fordham University Press, 2013.  (ISBN 978-0-8232-5134-6)
- (de) Christiane Zimmerman, Der Antigone-Mythos in der antiken Literatur und Kunst, Tübingen, G. Narr, collection « Classica Monacensia » n°5, circa 1993.  (ISBN 3-8233-4864-7)

#### Postérité du mythe après l'Antiquité
- Ariane Eissen, Les Mythes grecs, Paris, Belin, 1993
- (it) Sotera Fornaro, Antigone : storia di un mito, Rome, Carocci, 2012  (ISBN 978-88-430-6364-2)
- Simone Fraisse, Le mythe d'Antigone, Paris : A. Colin, collection « U Prisme » n°5, DL 1974  (ISBN 978-2-200-32151-2)  (EAN 9782200321512)
- (en) Barbara Goff et Michael Simpson, Crossroads in the Black Aegean : Oedipus, Antigone and dramas of the African diaspora, Oxford/New York, Oxford university press, 2007  (ISBN 978-0-19-921718-2)  (EAN 9780199217182)
- George Steiner, Les Antigones, trad. franç. de Philippe Blanchard, Paris, Gallimard, 1986, (édition originale : Antigones, 1984)

#### Réflexions sur la figure d'Antigone
- Judith Butler, Antigone : la parenté entre vie et mort, Paris : E.P.E.L, coll. « Les Grands classiques de l'érotologie moderne », DL 2003 (titre original : Antigone's claim, Kinship between life and death)  (ISBN 2-908855-74-7)  (EAN 9782908855746)
- Françoise Duroux, Antigone encore. Les femmes et la loi, Paris, Côté-femmes, 1993  (ISBN 2-907883-61-5)  (EAN 9782907883610)